# Walter Gubler
Walter Bruno Gubler (* 1965 in Olten) ist ein Schweizer Mathematiker.
Gubler studierte Mathematik an der ETH Zürich mit dem Diplom 1989. Danach war er dort Assistent und wurde 1992 bei Gisbert Wüstholz promoviert (Höhentheorie) Als Post-Doktorand war er an der Princeton University bei Enrico Bombieri und der Humboldt-Universität Berlin. 2003 habilitierte er sich an der ETH Zürich (Basic properties of heights of subvarieties). Er war Dozent an der TU Dortmund und hatte eine Vertretungsprofessur an der Humboldt-Universität, bevor er 2009 Professor an der University of Southampton wurde. Er wechselte im selben Jahr an die Universität Tübingen und ist zurzeit Professor an der Universität Regensburg. 
Walter Gubler arbeitet auf dem Gebiet der arithmetischen algebraischen Geometrie und beschäftigt sich mit der Zahlentheorie, in der es einige der wichtigsten offenen Probleme der Mathematik gibt. Insbesondere geht es um das Lösungsverhalten von diophantischen Gleichungen: dort besagt die Vermutung von Bogomolov (nach Fjodor Alexejewitsch Bogomolow), dass die Lösungen solcher Gleichungen in gewissen Fällen diskret sind. Dieser Fragestellung gilt auch ein DFG-Projekt von Gubler. Die Bogomolov-Vermutung über Zahlkörpern und für Kurven, die in ihre Jacobi-Varietät eingebettet sind, hatten Emmanuel Ullmo und Shou-Wu Zhang 1998 bewiesen. Gubler bewies die Vermutung für geschlossene Untervarietäten Abelscher Varietäten (an Stelle der ursprünglichen Vermutung für Einbettung in Jacobi-Varietäten), die eine Zusatzvoraussetzung erfüllen. In seinem Beweis wandte er Tropische Geometrie an.
2010 erhielt er den Joseph L. Doob Prize für sein Buch mit Enrico Bombieri über Höhenfunktionen in der Diophantischen Geometrie.

## Schriften
- mit Enrico Bombieri: Heights in Diophantine Geometry, Cambridge University Press 2006
- The Bogomolov conjecture for totally degenerate abelian varieties, Inventiones mathematicae, Band 169, 2007, S. 377–400, Arxiv
- Tropical varieties for non-archimedean analytic spaces, Inventiones mathematicae, Band 169, 2007, S. 321–376, Arxiv
- A guide to tropicalizations; in Algebraic and Combinatorial Aspects of Tropical Geometry, Contemporary Mathematics, Band 589,  Amer. Math. Soc., 2013, S. 125–189, Arxiv